# تشارلز أوبري سميث
تشارلز أوبري سميث (بالإنجليزية: Charles Aubrey Smith) ممثل ولاعب كريكيت بريطاني (ولد يوم 21 يوليو من العام 1863م) كان من أبرز الممثلين الإنجليز خلال النصف الأول من القرن العشرين.

## روابط خارجية
- تشارلز أوبري سميث على موقع IMDb (الإنجليزية)
- تشارلز أوبري سميث على موقع ألو سيني (الفرنسية)
- تشارلز أوبري سميث على موقع أول موفي (الإنجليزية)
- تشارلز أوبري سميث على موقع قاعدة بيانات برودواي على الإنترنت (الإنجليزية)
- تشارلز أوبري سميث على موقع قاعدة بيانات الأفلام السويدية (السويدية)
- تشارلز أوبري سميث على موقع إن إن دي بي (الإنجليزية)
- تشارلز أوبري سميث على موقع ديسكوغز (الإنجليزية)
- تشارلز أوبري سميث على موقع قاعدة بيانات الفيلم (الإنجليزية)
- تشارلز أوبري سميث على موقع كينوبويسك (الروسية)
- تشارلز أوبري سميث على موقع إي آس بي آن كريك إنفو (الإنجليزية)